# José de Armendáriz

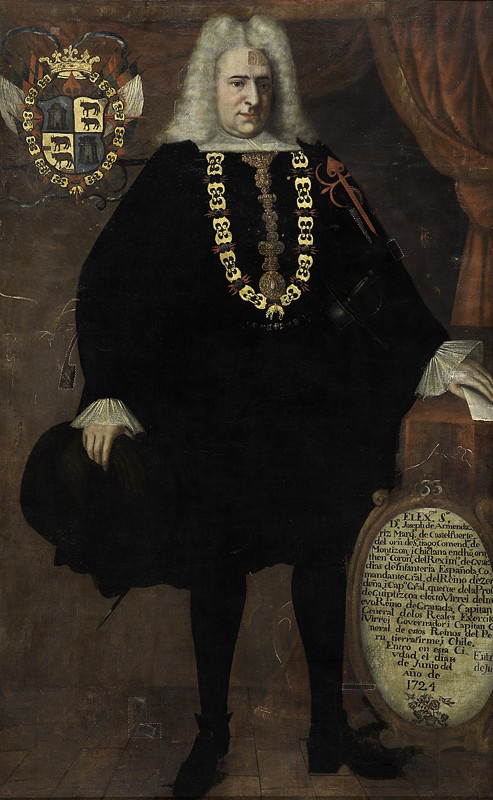
José de Armendáriz

José der Armendáriz (auch: Armendaris), Markgraf (marqués) von Castelfuerte, Burggraf (vizconde) von Villacerrada (* 1670 in Ribaforada, Region Navarra, Spanien (nach anderen Quellen: Pamplona, Spanien); † 16. April 1740 in Madrid, Spanien), war ein spanischer Offizier und Kolonialverwalter, der von 1724 bis 1736 als Vizekönig von Peru amtierte.

## Leben

### Herkunft und Jugend
Armendáriz entstammte einer Familie des spanischen Adels aus Navarra, seine Eltern waren Juan de Armendáriz e Irrisarri und Juana García de Garrués. José de Armendáriz schlug schon in frühen Jahren eine militärische Karriere ein. Im Pfälzischen Erbfolgekrieg kämpfte er für die Spanier in Flandern: 1690 in der Schlacht bei Fleurus und 1693 in der Schlacht bei Neerwinden.

### Militärische Karriere in Europa
Im spanischen Erbfolgekrieg kämpfte er auf der Seite des später siegreichen Bourbonen Philipp von Anjou. Armendáriz kämpfte 1702 in Katalonien und Italien, 1704 war er bei der Einnahme von Gibraltar dabei und kämpfte auch bei der Belagerung von Barcelona im Jahre 1713. Dabei stieg er in der Militärhierarchie vom Brigadier zum Generaloberst und General auf.
Nach Kriegsende amtierte er als Gouverneur von Tarragona und Guipúzcoa sowie als Generalinspekteur der Kavallerie und der Dragoner der Krone von Aragón.

### Amtszeit als Vizekönig
Im Oktober 1723 ernannte ihn König Philipp V. zum Vizekönig von Peru. Er schiffte sich umgehend nach Südamerika ein und erreichte Cartagena im Februar 1724. Im Mai 1724 hielt er seinen feierlichen Einzug in Lima und übernahm die Amtsgeschäfte von seinem Vorgänger Diego Morcillo Rubio de Auñón, Erzbischof von Lima.
Wie seine Vorgänger auch, musste sich Armendáriz damit beschäftigen, die Staatseinnahmen zu stabilisieren. Er verschärfte die Vorgaben für die Fronarbeit der indigenen Bevölkerung (Mita), um den Ertrag aus den Silberminen von Potosí und Huancavelica zu erhöhen. Mehrere Bedienstete der Münze wurden wegen Korruption und Falschmünzerei unter seiner Herrschaft eingesperrt.
Er belegte den illegalen Handel, der in den Häfen von Arica und Iquique mit französischen und holländischen Handelsschiffen blühte, mit der Todesstrafe. Darüber hinaus ließ er die Hafenbefestigungen von Callao verstärken.
Ebenfalls unter Armendáriz’ Herrschaft zog sich der Aufstand in Paraguay hin, der bereits seinen Vorgänger beschäftigt hatte. Der Jesuitenorden hatte ein System von Missionseinrichtungen aufgebaut, das die indigene Bevölkerung vor der Zwangsarbeit schützte. Der jesuitenfreundliche Gouverneur Diego de los Reyes Balmaceda war in einem fragwürdigen Prozess durch die örtliche Gerichtsbarkeit abgesetzt worden. An seiner statt hatte der Richter José de Antequera die Macht übernommen. Es kam zu einem regelrechten Aufstand, die Jesuiten wurden vertrieben und auch königliche spanische Truppen aus Buenos Aires waren abgewehrt worden. Armendáriz befahl dem Gouverneur Bruno Mauricio de Zabala in Buenos Aires, den Aufstand endgültig niederzuschlagen. Antequera floh ins Hochland und nach Lima, wurde 1726 verhaftet und in Lima vor Gericht gestellt. 1731 wurde er enthauptet.
In der Folge ereigneten sich weitere Aufstände der indigenen Bevölkerung.
Ungeachtet seiner harten Linie gegenüber Aufständischen und Einheimischen hatte Armendáriz einen schweren Stand gegenüber der kirchlichen Rechtsprechung. 1732 musste er sich vor der Inquisition wegen des Vorwurfes der Gotteslästerung verteidigen.
Auch seine Herrschaft blieb nicht vor Naturkatastrophen verschont: 1730 ereignete sich in Chile ein schweres Erdbeben, das in Santiago und Concepción schwere Schäden nach sich zog.

### Rückkehr nach Europa
1736 übergab er die Amtsgeschäfte an seinen Nachfolger, José Antonio de Mendoza Caamaño y Sotomayor. Er kehrte nach Spanien zurück, lebte in Pamplona und Madrid. Für seine Verdienste wurde er zum Hauptmann der königlichen Garde ernannt und als Ritter in den Orden vom Goldenen Vlies aufgenommen. 1740 starb er in Madrid.